# Angol nyelvtan
Az angol nyelvtan szabályok olyan gyűjteménye, melyek együttese meghatározza az angol nyelvű szövegek jelentését. A nyelvtannak rengeteg ága van.  A leíró nyelvtan azt írja le, hogyan alkalmazkodik a mondanivaló jelentése a leíráshoz, ezeknek a szabályait rögzíti.
Nincs olyan emberi nyelv, melynek szabályait teljesen feltérképezték volna. Ez az oka annak, hogy még nem hoztak létre olyan szabályrendszert, mellyel mindig vagy általában az anyanyelvként az adott nyelvet beszélők egyetértenének, hogy egy adott mondat nyelvtanilag helyes vagy sem. (Ennek egyik példája, hogy általában gyengén teljesítenek az automatikus nyelvhelyesség-ellenőrzők. ). Egy teljes nyelvtani rendszer felállítása előfeltétele a programozott, beszédre és megértésre képes robotok létrehozatalának.

## Betűkészlet
Lásd: Angol ábécé
Az angol ábécé 26 betűből áll, mindegyiknek van kisbetűs és nagybetűs változata.
```
abcdefghijklmnopqrstuvwxyz

ABCEDFGHIJKLMNOPQRSTUVWXYZ
```

Az angol helyesírás több nyelvből összerakódott, azonos ejtési alakokhoz más-más írásmódú szavakat is tartalmazó szókészletének jellege miatt az angol nyelvterületeken a beszéd részeként gyakran fordul elő a szavak betűzése, tisztázandó a szavak, elsősorban személynevek pontos írását. A betűk megnevezése tartalmaz számunkra szokatlan alakokat is, a magyaros kiejtés lehetőségeit felhasználva az ábécé így hangzik:
éj, bí, szí, dí, í, ef, dzsí, éjcs, áj, dzséj, kéj, el, em, en, ou, pí, kjú, ár, esz, tí, jú, ví, dabljú, eksz, uáj, zed
Az amerikai angolban a Z megnevezésére a zí alak használatos. Az angolul nem beszélők által gyakran elkövetett hiba a J betű téves ejtése dzsí alakban, a helyes dzséj alak helyett, keverve így a G betű megnevezésével.
Az angol nyelv kettősbetűket is használ, ezek kiejtése már az ezeket tartalmazó szavak kiejtése szerint változik, különösen a th kettősbetű kétféle ejtésmódja. A kettősbetűk egy része kifejezetten idegen nyelvekből átvett szavakban fordul elő.
```
ch, ph, qu, sh, th
.
```

Az angol nyelv kettősbetűitől el kell különíteni a nem latin betűs írású idegen nyelveknek az angol ábécé felhasználásával készült átírásának eseteit, mint például a pinjin vagy Hepburn-féle átírásokban.

## Szórend
Az angol egy alany, állítmány, tárgy sorrendet tartó nyelv. Kijelentő módban előszeretettel használja az alany–állítmány–tárgy sorrendet, ahol a legtöbb alkalommal nem használ ragokat. Így: "Tom [alany] eats [ige] cheese [tárgy]" and "Mary watches the cat." (Tamás sajtot eszik, és Mária nézi a macskát.)
Azonban ezen egyszerű szabályok mögött a szórend összetett dolog az angol nyelvben. A valóságban minden mondatban kulcsfontosságú a gondolatok elrendezése, legyen szó beszélt vagy írott nyelvről. Így lehetőség van a gondolatokat úgy sorba fűzni, hogy a hallgatóságnak világos legyen, mire koncentrál az üzenet átadója.
- The duke has given my aunt that teapot. (A herceg adta a nagynénémnek azt a teáskannát.) (pl. Most a hercegről fogok mesélni.).
- My aunt has been given that teapot by the duke. (A nagynénémnek adta a herceg azt a teáskannát.) (pl. a nagynénémről fogok mesélni.).
- That teapot has been given to my aunt by the duke. (Azt a teáskannát adta a herceg a nagynénémnek.) (pl. most arról a teáskannáról fogok mesélni).

A mondanivaló lényegét ki lehet fejezni kiemeléssel is, mint az a következő példákban látható.
- What the duke gave my aunt was a teapot (Amit a herceg a nagynénémnek adott, az egy teáskanna volt.) (pl. most arról fogok mesélni, mit adott a herceg a nagynénémnek).
- What happened was that the duke gave my aunt a teapot (Az történt, hogy a herceg a nagynénémnek egy teáskannát adott.) (pl. azt fogom elmesélni, mi történt).

A kijelentő mondatokat általában az alannyal kezdik, ez a jelöletlen forma. A mondat elején valamilyen módon jelzik, ha az nem az alany – ilyenkor ez általában a tárgy. (You I blame for this dilemma ’Téged tartalak felelősnek ezért a dilemmáért.’) és még gyakrabban egy melléknévi kifejezés (This morning I got up late. ’Ma reggel későn keltem fel.’)
A kérdő mondat kezdése teljesen különböző. Az angol kérdéseknek két fajtája van: a wh-kérdés és az eldöntendő kérdés. Mindkét fajtában jelöletlen kérdések azzal a szóval kezdődnek, mely megmutatja, a kérdező mire kíváncsi.
- Where is my little dog? (wh-kérdés) (Azt akarom tudni, hogy hol.)
- Is John Smith inside? (eldöntendő kérdés) (Azt akarom tudni, hogy van-e vagy nincs.).

A speciális (jelölt) kérdések az "amit tudni akarok" kifejezést valamilyen más résszel helyettesítik.
- After tea, will you tell me a story? (Akkor elmondod vagy nem?)
- In your house, who does the cooking? (Tehát ki?)

A felszólító módú mondatokban akár az I want you to do something (Azt akarom, hogy csinálj (csináljatok) valamit.) vagy az I want you and me to do something. (Azt akarom, hogy te (ti) meg én csináljunk valamit.) jelentésben is állhat. A második esetben a mondat kezdete let us; az első eset jelöletlen formájában elmarad a you, és nem kerül sehogy sem kifejtésre. ("Improve your grammar!" (Fejleszd a nyelvtani ismereteidet!), de használják ennek a jelzett formáját is, amely "You improve your grammar!"; egy másik jelzett forma a "Do improve your grammar." Tiltó mondatban: "Do not argue with me" (Ne vitatkozz velem!) jelöletlen és "Do not you argue with me" jelölt alakban.
A beszélt angol nyelvben a mondat kezdetét intonációval jelölik.
Az angol nyelv általánosságban olyan, amely a mondanivaló lényegét a mondat elejére teszi.
- Ran quickly (Gyorsan futott) (igei kifejezés)
- A boltba (prepozíciós kifejezés)

A legfontosabb kivétel, ami megelőzi a fő hangsúlyt kapó, a főnévi kifejezés:
- A dog (egy kutya) (névelő + főnév)
- Blue house (kék ház) (melléknév + főnév)
- Fred's cat (Fred macskája) (birtokos + főnév) de man of the house (a ház ura) (főnév + elöljárószói kifejezés)

Ezekből ilyen mondatot lehet összerakni: "Fred's sister ran quickly to the store." (Fred húga (nővére) gyorsan a bolthoz fut.) Ahogy a fenti példából is látható, egy alapmondat részei (a névelők és egyéb determinánsok és egyéb elöljárószói kifejezések elhagyásával) a következő: Melléknév1 – Alany – Ige – Jelző – Melléknév2 – határozatlan tárgy – Melléknév3 – határozott tárgy.
Kérdőmondatban megváltozik a szórend ("Did you go to the store?" (Elmentél a boltba?). Aktívból passzívba úgy lehet egy mondatban az igenemet megváltoztatni, hogy az aktív mondat tárgyával kezdjük a mondatot. ("John bought the car" becomes "The car was bought by John" (A cselekvő mondat jelentése: János vette az autót.)), és számos esetben megváltoznak a nyelvtani és lexikai elemei a mondatnak (lásd a herceg–nagynéni–teáskanna példát fentebb).
Az angol ezen kívül néha használ tárgy–alany–ige szórendet is, leginkább olyankor, mikor főneveket használva hasonlítanak össze dolgokat. Például, "I hate oranges, but apples I will eat." (Utálom a narancsot, de az almát megeszem.) Sokkal ritkább, de még ma is használják a tárgy–ige–alany szórendet. "If it is apples you like, then apples like I," (Ha te az almát szereted, akkor én is az almát szeretem.) Bár ez utóbbinak a használata az anyanyelvi beszélő számára túlságosan kitaláltnak és anakronisztikusnak hangzik.

## Főnevek
Az angolban a főnevek leginkább személyeket, helyeket, dolgokat, elvont elképzeléseket jelölnek, és megkülönböztetik ezeket az igéktől. Általában az angol főneveken nem jelölik, hogy milyen esetben vannak, és a nemüket sem mutatja meg semmi, de jelölik a többes számot és a határozottságot.

### A főnevek neme
Egy jele fennmaradt a nyelvtani nemeknek, az egyes szám harmadik személy jelölésénél. A nemet az élőlényeknél jelzi a nyelv, ami megegyezik a biológiai besorolással (ahol ismert) és társadalmi megállapodás alapján a megszemélyesített tárgyakra is külön utalunk. (A hajókat például nőneműnek tekinti az angol). A he-t használják hímnemű főnevek, a she-t nőnemű főnevek és az it-et használják semlegesnemű főnevek és nem megszemélyesített tárgyak esetében. Mikor az it-et emberre használják, azt általában nyelvtanilag helytelennek és udvariatlannak tekintik, de néha használják, mintha nem lehetne megállapítani az illető nemét vagy ami rosszabb, nem tekintik embernek – csak tárgy.
Hagyományosan a hímnemű he-t használták abban az esetben, mikor olyan emberre utaltak, akinek nem tudták a nemét, vagy ez az információ lényegtelen volt. Mostanára ezt a felfogást kritizálják a nemi alapon történő megkülönböztetés ellenzői, és egyre inkább helytelennek tekintik ezt a használati formát. Nincs ebben a kérdésben megállapodás. Számos angolul beszélő szívesen használja a "he or she" vagy "s/he" formulát, mások a they (ők) használatát részesítik előnyben egyes számban is. Ez a helyzet ritkán vezet problémához, mert a lényegét a szövegkörnyezetből meg lehet állapítani. "This person has written me a letter but they have not signed it." (Ez az ember írt már nekem levelet, de nem írta alá.) Azonban néhányan ezt is nyelvtanilag hibásnak tekintik. Létezik olyan megoldás is, mely elhagyja a többes számú they és az ebből képzett szavak kezdő hangját (th), bár ez a megoldás a többihez képest ritka. Például a németül beszélők könnyen meg tudják különböztetni egymástól az ugyanúgy leírt sie ("nőnemű ő"), sie ("ők"), és Sie ("Ön") alakokat.

### Deixis
A deiktikus rész, amely meghatározza a főneveknek azon csoportját, melyre az üzenet vonatkozik. Egy deixis vagy specifikus, vagy nemspecifikus. A specifikus deixisek a következő táblázatban találhatók:
|                   | határozott                                                                                | határozatlan                                                |
| ----------------- | ----------------------------------------------------------------------------------------- | ----------------------------------------------------------- |
| mutató névmások   | this, these; that, those; the (ez, ezek; az, azok; a/az)                                  | which(ever); what(ever) (valamelyik, valami)                |
| birtokos névmások | my, your, our, his, her, its, their, one's, [John's (Jánosé)] [my father's (apámé)], stb. | whose(ever), (akárki) [which person's (melyik emberé)] stb. |

A kérdéses főnévcsoportot a következő két eljárás egyikének használatával lehet meghatározni:
- (a) mutató névmással, i. e., a beszélőhöz viszonyított távolságra hivatkozva
  - ("this" (ez), "these" (ezek) = "hozzám közel"; "that" (az), "those" (azok) = "hozzám nem közel"), vagy
- (b) birtokos névmással, pl., a személyre a beszélő szempontjából hivatkozva
  - ("my", "your", "our", "his", "her", "its", "their"; also "Mary's", "my father's", etc.)

Mindkét csoportba tartozhatnak kérdőszavak is: (mutató névmás "which?" (melyik) és birtokos névmás "whose?" kié?). Ezeknek mindnek az a feladata, hogy lehatárolja a főnevek egy csoportját, melyről szó lesz.
"A beszélőhöz viszonyított helyzet" nem csak a fizikai távolságra utal, hanem az időbeli és a deiktikus távolságra is. A beszélői most a történések idejét határozza meg. Így a "this tragedy" (ez a tragédia) egy mostani tragédiára utal, vagy az esemény földrajzilag a beszélőhöz közel történt, míg a "that tragedy" (az a tragédia) egy olyanra utal, mely a múltban történt, vagy földrajzilag a beszélőtől távol történt.
Van még egy további elem is ebben a csoportban, nevezetesen a "the". A "the" szó egy specifikus, határozott deixis, egyéni tulajdonságokkal. Jelentése: "a kérdéses halmaz meghatározható, de a hogyan, az rejtve marad – az információ valahol a szó környékén van, ahol mindenki megtalálja." A hallgató/olvasó az információt előzetesen meglévőnek feltételezett általános tudásból, a szövegkörnyezetből vagy a szöveg egy speciális, mostani részéből tudhatja meg. Tehát a "this train" (ez a vonat) azt jelenti, hogy "jól lehet tudni, melyik vonat, az, amelyik itt van mellettem", míg a "my train" (vonatom) jelentése: "tudod melyik vonat, amelyiket én birtoklok", "the train" (a vonat) egyszerűen azt jelenti, "tudod melyik vonat." Így a "the"-t gyakran követik olyan részek, melyek magukban hordozzák a kért információt. Például a "the long train" (a hosszú vonat) jelentése: "tudod melyik vonat, meg tudod mondani annak hossza alapján."
A nemspecifikus deixisek a halmaz összes, néhány elemét tartalmazzák, vagy nincs bennük elem. A fő kategóriák és azok legfontosabb elemei a következők:
(a) Teljes
- pozitív ("each" (összes), "every" (minden), "both" (mindkettő), "all (teljes)")
- negatív ("neither" (egyik sem), "no" (nem), például "not any" (egyik sem))

(b) Részleges
- válogató ("one" (egyik), "either" (akármelyik, "some (néhány)", "any (bárki, bármi)")
- nem válogató ("a" vagy "an" (határozatlan névelő, egy), "one" (egy))

A számolásnak két formája van az angolban: mindkét dexishez egy-egy tartozik:
(i) A specifikus dexiseknél a számolhatóság szerint két csoport van: nem többes számú, vs. többes számú; a megszámlálhatatlan főnevek a nem többes számhoz tartoznak. Így a "this" (ez) és "that" (az) a nem többesszámúakkal használatos, míg a "these" (ezek) és "those" (azok) a többes számmal járnak együtt.
A nem többes számú megszámlálhatóra példa: "this train" (ez a vonat) (többes számban "these trains" (ezek a vonatok)) megszámlálhatatlanra "this electricity" (ez az elektromosság) (nincs többes számú párja).
(ii) A nemspecifikus deixiseknél a rendszer:  egyes szám vs. nem egyes szám. Így az, "a" és "an" (határozatlan névelő) egyes számú főnevekkel, míg a gyenge "some" megszámlálhatatlan főnevekkel és többes szám mellett áll.
Például, az "a train" (egy vonat) egyes számú, (többes számban "trains" (vonatok) vagy "some trains" (néhány vonat)); megszámlálhatatlan ("electricity" (elektromosság) vagy "some electricity", nincs többes számú párja).
Ha nincs deixises rész, akkor a főnév nemspecifikus, és azon belül pedig nem egyes számú. Más szavakkal egy főnév a struktúrájában nem tartalmazhat deixises elemeket, de ez nem azt jelenti, hogy a deitikus rendszerben nincs értéke, csak annyit, hogy a kiválasztott értéket egy nem deiktikus ész határozza meg.

### Számok
Az angol főnevekre általában hatással van azok számossága, hogy azokból csak egyről vagy többről beszélünk. Ennek megfelelően egyes és többes számú alakokat különböztet meg a nyelv. A többes számú alak szótöve az egyes számú, és ehhez járul egy –s vagy –es jel, és ezen kívül vannak rendhagyó főnevek is. Egyes számot akkor használunk, ha az adott főnévvel leírt dolgok közül csak egy meghatározottról beszélünk, és ha többről állítunk, mondunk valamit, akkor a többes számú alakot kell használni. Számos kivétel van ezen szabály alól. Néhány példa:
- The girl (egyes szám) talks. (A lány beszélget.)
- The girls (többes szám) talk. (A lányok beszélgetnek.)
- Every girl (egyes szám) talks. (Az összes lány beszélget.)
- All girls (többes szám) talk. (Minden lány beszélget.)
- No girl (egyes szám) talks. (Lány nem beszél.)
- No girls (többes szám) talk. (Nem a lányok beszélgetnek.)

### Névelő
A the határozott névelőt használjuk, ha a főnév egy konkrét példányára utalunk, amit a szövegkörnyezetben gyakran meg is említünk, vagy ha nem, akkor könnyen kideríthető, melyik az adott dolog. A határozott névelő nagyban különbözik a mutató névmásoktól, melyek gyakran meghatározzák a főnevek helyét.
- Let us look for a good restaurant. (Keressünk egy jó éttermet!)
- What about the restaurant we ate at last week? (Mit szóltok ahhoz az étteremhez, ahol múlt héten ettünk?)
- That restaurant was terrible. What about this one on the corner here? (Az az étterem borzalmas volt. Mit szóltok ehhez, itt a sarkon?)

Az a és az an-höz hasonló határozatlan névelőket akkor használják, ha a főnév egy általános példájáról beszélnek. Az a-t mássalhangzóval kezdődő szó előtt, míg az an-t magánhangzóval kezdődő szó előtt használják.
- You should have a drink. (Ihatnál egyet.)
- That building is a university. (Az az épület egy egyetem.)
- They are being an annoyance.
- He is an heir to the throne. (Ő a trón egyik várományosa.)

### Esetek
Régen az angol is jelölte a különböző nyelvtani eseteket. Manapság csak két eset van, az alanyi és a birtokos eset. Előbbinek nincs jele, az utóbbié a birtokolt főnévi szerkezet végén lévő ’s. Ezt a következő példa illusztrálja:
The king's daughter's house fell. (A király lányának a háza összedőlt.)
Az első <'s> a king (király) után azt jelzi, hogy a szóban forgó lány a királyé. A második <'s> nem a daughter (valakinek a lánya) toldaléka, mint ahogyan azt sokan tévesen képzelik, hanem valójában a teljes főnévi kifejezés, a The king's daughter jele. Az angol a protogermán főnévi eseteket a névmásoknál megtartotta. Ezek alakja a jellemzett szó számától, személyétől, nemétől, esetétől függően változik. Az esetek részletes listája lejjebb látható, de meg kell jegyezni, hogy a régi tegező egyes szám második személyű thou használata nagyon ritka, csak nyelvjárásokban, vallásos szövegekben és a költészetben fordul elő. A modern standard angolban ehelyett a többes szám második személyű you-t használják.
| Eset                 | E/1    | E/2                | E/3     | E/3     | E/3    | T/1     | T/2        | T/3        | kérdő |
| -------------------- | ------ | ------------------ | ------- | ------- | ------ | ------- | ---------- | ---------- | ----- |
| alanyeset            | I      | you (thou)         | he      | she     | it     | we      | you (ye)   | they       | who   |
| tárgyeset            | me     | you (thee)         | him     | her     | it     | us      | you        | them       | whom  |
| birtokos determináns | my     | your (thine/thy)   | his     | her     | its    | our     | your       | their      | whose |
| önálló birtokos      | mine   | yours (thine)      | his     | hers    | its    | ours    | yours      | theirs     | -     |
| visszaható           | myself | yourself (thyself) | himself | herself | itself | ourself | yourselves | themselves | who   |

Megjegyzések
1. Néhány nyelvjárás eltérő alakot használ a többes szám második személyű személyes névmásra. Ezek a you-all vagy y'all,[1] a you guys, yu'uns,[2] a youse[3] és a ye.[4] Ezeket általában bizalmasnak tekintik, és a standard nyelvben nem használják.
2. A thou névmás régen egyes szám második személyű személyes névmás volt, a legtöbb szövegben ma archaizálás céljára használják, de több nyelvjárásban ma is használják Anglia északi részén.
3. A mine (enyém) (és a thine (tied)) leginkább magánhangzók előtt volt használatos, hogy elkerüljék a hangszalag-zárhangot. Pl.: Do mine eyes deceive me? (Becsapnak a szemeim?) Know thine enemy. (Ismerd meg ellenséged.) Ma ez a használat régies.
4. Whom (kit) helyett gyakran who-t (ki) használnak.

Az a és az an viselkedhet határozott névelőként is, azonban ebben a néhány esetben is az egyediséget hangsúlyozzák vele. Például:
- A single teardrop fell from her eye. Egyetlen könnycsepp hullott a szeméből.
- An anteater crossed the otherwise lonely road. Egy hangyászmedve haladt át az egyébként üres utcán.

### Főnevek a beszéd más területein
A főneveket lehet igeként, vagy melléknévként is használni.

## Igék
Az angolban az igék általában cselekvést írnak le, és ezen kívül a létezés különböző állapotait lehet segítségükkel leírni. Az angol főnevek relatív egyszerű felépítésével ellentétben az igéknél idők hosszú sora, többféle mód, két állapot és a személyek szerinti jelölés is létezik.

### Személy
Az angolban csak korlátozottan jelölik az igék a személyt, aki ezeket a műveleteket végzi. Több európai nyelvtől eltérően a személyes névmást nem lehet elválasztani a ragozásnál. Emiatt az érthetőség kedvéért a cselekvőket jelző főnevek és névmások kihagyhatatlan részei a mondatnak. A legtöbb szabályos ragozású igét az angolban a "to listen" (hallgatni) egyszerű jelen idejű ragozása segítségével bemutatott módszer szerint használják:
| E/1  | I listen          | T/1 | We listen   |
| E/2. | You listen        | T/2 | You listen  |
| E/3  | He/she/it listens | T/3 | They listen |

Megjegyzés: az egyes szám második személyű névmás egy régi alakja a "thou listenest", és az egyes szám harmadik személy régies ragozása "he/she/it listeneth".

### Idő
Az angolban az igeidők közötti váltást az ige végének változása és segédigék használata jelzi. Ezek a „to be” és a „to have” valamint a „will”, „shall” és a „would”. ( Ezek a segédigék nem szerepelhetnek együtt más módbeli segédigékkel, mint amilyen a can, a may és a must.)

#### Jelen idők
- Simple Present egyszerű jelen (vagy egyszerűen „present”, jelen): „I listen.” Általában igaz, hogy a Simple Present „tulajdonság”-jellegű, a tényközlésen van a hangsúly, míg a Continuous-formák inkább a cselekvés folyamatosságát, kezdetét és végét emelik ki. Úgy lehet ökölszabály alapján megkülönböztetni, hogy Simple vagy Continuous használatos, hogy az adott mondatban el lehetne-e helyezni a cselekvés kezdetét és végét. Ha oda lehet képzelni, ha hangsúlyos az időbeli determináltság, akkor használatos a Continuous. (De ez csak általában igaz). A Simple Present négy esetben használatos:
  1. Ha egy esemény egy pillanatig tart a jelenben
The pupils stand up. – A tanulók felállnak.
  2. Akkor is ez a használatos igeidő, amikor egy szokást (habit) akarunk elmondani, ami általánosan igaz az alanyra és újra és újra megtörténik.
I always listen to radio in the morning. – Reggel mindig rádiót hallgatok.
De ugyanez tagadó formában is:
She never eats meat. – Soha nem eszik húst.
  3. Az alanyra jellemző tulajdonságot írunk le.
He works in a bank. – Egy bankban dolgozik.
I prefer tea to coffee. – Jobban szeretem a teát a kávénál.
  4. Általánosan igaz tények (facts)
I come from Hungary. – Magyarországról jövök.
Birds fly. – A madarak repülnek.
- Present continuous folyamatos jelen (vagy "present progressive" haladó jelen ): "I am listening." A Present Continuous a cselekvés folytonosságát hangsúlyozza.
  1. A beszéd pillanatában lezajló de nem pillanatnyi, hanem folyamatos cselekvés:
Peter is doing the homework. – Péter a házifeladatát csinálja.
(abban a pillanatban, amikor ezt elmondjuk, Péter például az asztalnál ül és ír)
  2. A beszéd pillanatában igaz, de nem feltétlenül most zajló, folyamatos cselekvés. Itt már elmosódik a határ a Simple és a Continuous között, de általában elég jól meghatározható. Érdemes figyelembe venni a használt időhatározókat.
Zoe is learning English. – Zoé angolul tanul.
(ez azt jelenti, pontosabban azt is jelentheti, hogy Zoé mostanság angolul tanul, angolórákra jár, szavakat tanul)
I'm reading a good book. – Egy jó könyvet olvasok.
(akár most is felnézhetek a sorok közül, akár általában is mondhatom, hogy ezzel töltöm a szabadidőmet)
  3. Ritkán, de szokás a Present Continuoust akkor is használni, ha egy szokásostól eltérő cselekvést akarunk kihangsúlyozni.
She usually drinks tea but this morning she is drinking coffe. -
Általában teát iszik, de ma reggel kávézik.
  4. Még ritkábban, akkor használunk Present Continuoust, ha rosszallóan akarunk nyilatkozni egy szokásról, szenvedélyról.
She is always changing her boy-friends. – Egyfolytában cserélgeti a barátait!
- Present perfect (befejezett jelen) vagy perfect "I have listened." Ezt az igeidőt akkor használják, ha egy esemény már befejeződött, és a múlt egy közelebbről meg nem határozott időpontjában történt. Ez az igeidő gyakran fejez ki olyan cselekvéseket, melyek a múltban történtek, de hatásuk a jelenben is érezhető.
- Present perfect continuous: befejezett folyamatos jelen „I have been listening.”
Ezt az igeidőt akkor használják, mikor egy esemény a múltban kezdődött, és a jelenig tart.

Az összes jelen időt gyakran használják a jövőbeli párjuk helyett. A gyakorlatban számos mellékmondatban – főleg az if-fel (ha) és a when-nel (mikor) kezdődő tagmondatokban – általában nem lehet jövő időt használni, így helyette a jelen időt használják.

#### Múlt idők
- Simple past (egyszerű múlt): „I listened.”
Ez egy befejezett cselekményt ír le, mely egy adott pillanatban zajlott le a múltban. (Az Amerikában beszélt angol nyelvben azonban néha az egyszerű múltat használják akkor is, mikor nincs megadva pontosan az idő.)
- Past continuous (folyamatos múlt) más néven imperfect vagy past progressive (haladó múlt): "I was listening.”
Ezt az igeidőt akkor használják, mikor a múlt egy be nem fejezett eseményét mesélik el.
- Past perfect (befejezett múlt) vagy pluperfect (régmúlt): „I had listened.”
Egy másik eseményt teljesen megelőző esemény elmesélésére szolgál. A másik eseményt gyakran egyszerű múlt időben írják le. Tehát a régmúlt olyan eseményt mesél el, ami még a múltnál is régebben történt. Például "He realised he had lost his way”, (Észrevette, hogy elvesztette az utat.) „I was going to town because he had spoken to me”. (Azért mentem a városba, mert ő mesélt nekem róla.)
- Past perfect continuous (befejezett folyamatos múlt) vagy egyszerűen perfect continuous: „I had been listening.”
Általában egy meghatározott időhatározóval együtt használják, és azt fejezi ki, hogy ez az esemény már folyamatban volt már egy ideje, például "When Peter entered my room, I had been listening to music for half an hour.” (Mikor Péter belépett a szobámba, már fél órája zenét hallgattam.)

#### Jövő idők
- Simple future (egyszerű jövő): „I shall/will listen.” 
Azt fejezi ki, hogy egy esemény a jövőben fog bekövetkezni, vagy a beszélő néhány cselekedetet szándékozik megcsinálni.
- Future continuous (folyamatos jövő idő): „I shall/will be listening.”
Olyan eseményeket szokott leírni, melyeket a jövő egy időpontjára tervezünk.
- Future perfect (befejezett jövő): „I shall/will have listened.”
Ez egy eseményt jelez előre, mely még egy másik, a jövőben várható esemény előtt fog megtörténni. Névlegesen két eseményt ír le, és a befejezett jövő jelzi, hogy egy esemény a jövőben fog megtörténni, de a mondat fő eseményéhez képest régebben, onnan tekintve a múltban. Például: „I will know the tune next week because I will have listened to it” (Jövő héten ismerni fogom a dallamot, mert addigra már meg fogom hallgatni.)
- Future perfect continuous (befejezett folyamatos jövő) vagy future imperfect: „I shall/will have been listening.”
Egy folyamatban lévő eseményt ír le, ami a jövőben fog megtörténni, de egy másik esemény előtt.
- Az „I am going to listen” a „to go” segédige használatával létrehozott kifejezés. Ezt going to future-nek, immediate future-nek (közeljövőnek vagy azonnali jövőnek) nevezik, és néhány dologban hasonlít az egyszerű jövő időhöz.
Ez nem kifejezetten egy igeidő, és a „to go” nem kifejezetten egy időhatározói segédige, de egyszerűsége miatt gyakran használják igeidőként. Az időhatározói segédigeként funkcionáló „to go” idejének változtatásával más értelmet is el lehet érni, például I am going to be listening (folyamatos jövő), I was going to listen (befejezett feltételes folyamatos).

#### Feltételes igeidők
- Present conditional (feltételes jelen) vagy egyszerűen conditional (feltételes): „I would listen.”
Ezt használják olyan események leírásakor, melyek többször megtörtént, vagy a múltban folyamatos volt. (When I was younger, I would listen. [több alkalommal]), valamint feltételes mondatokban is használják (Pl. „If I had the time, I would listen to you.” (Ha lenne időm, meghallgatnálak) [A feltételt a szövegkörnyezetből tudjuk meg, amiket kihagytak a feltételes állításból])
- Present continuous conditional (folyamatos feltételes jelen): „I would be listening.”
Olyan folyamatosan zajló esemény leírásakor használják, mely még nem kezdődött el.
- Conditional perfect (befejezett feltételes igeidő): „I would have listened.”
Azt jelzi, hogy valamilyen esemény valamilyen másik után következhet.
- Conditional perfect continuous (folyamatos befejezett feltételes igeidő): „I would have been listening.”
Egy olyan folyamatban lévő eseményről számol be, mely a jövőből nézve a múltban, egy másik esemény befejezése után következhet.

#### Segédigék, kifejezések
Segédigéket lehet használni egy igei kifejezés idejének, módjának és részleteinek kifejtéséhez.
Mint föntebb már említésre került, a „going to”-t használják névleges jövő időként is.
A „do” alakjait használják egyes tagadások, kérdések kifejezéséhez az egyszerű múlt és az egyszerű jelen időben:
1. „Do I listen?” „I do not listen.” „I do listen!”
2. „Did I listen?” „I did not listen.” „I did listen!”

#### Igeidők táblázata
Az angol igeidőket jobban lehet szemléltetni a következő táblázatban, mely az angol nyelvben használt időket és ennek három nézőpontját, mégpedig a régebben, a most és a befejezetlen. Megjegyzés: ez a táblázat csak azokat a cselekvéseket mutatja, melyek a múltban, a jelenben vagy a jövőben valójában megtörténnek.
|              | Múlt            | Jelen              | Jövő              |
| ------------ | --------------- | ------------------ | ----------------- |
| Régebben     | Past Perfect    | Present Perfect    | Future Perfect    |
| Most         | Simple Past     | Simple Present     | Simple Future     |
| Befejezetlen | Past Continuous | Present Continuous | Future Continuous |

### Állapotok
Az angolban az igéknek két állapota van: aktív és passzív. Az alapvető forma az aktív, és a fentebb tárgyalt alany–ige–tárgy szórendet követi. A passzív az aktívból származik, abból annak igéjének harmadik alakjából és a "to be" segédige ragozott alakjából áll.
Példák passzív mondatokra:
| Passive voice                 | Active voice         |
| ----------------------------- | -------------------- |
| I am seen by John             | John sees me         |
| You will be struck by John    | John will strike you |
| It was stolen by John         | John stole it        |
| We were carried by John       | John carried us      |
| They have been chosen by John | John has chosen them |

Továbbá a mondatban az alany és a tárgy szerepe felcserélődik, így a passzív mondat alanya az aktív mondat tárgya. A passzív cselekvőjét a by (által) szó előzi meg. Példák:
1. aktív: I heard the music.
2. passzív: The music was heard (by me). (Megjegyzés: me, nem I)

Az igék passzív alakját úgy képzik, hogy kicserélik az igét a to be megfelelő idejű alakjával, és utána rakják az eredeti ige harmadik alakját. Így:
| Idő              | Aktív                    | Ugyanaz a mondat passzív módban  |
| ---------------- | ------------------------ | -------------------------------- |
| Egyszerű jelen   | I hear the music.        | The music is heard by me.        |
| Folyamatos jelen | I am hearing the music.  | The music is being heard by me.  |
| Folyamatos múlt  | I was hearing the music. | The music was being heard by me. |
| Befejezett múlt  | I had heard the music.   | The music had been heard by me.  |
| Egyszerű jövő    | I will hear the music.   | The music will be heard by me.   |

Ez a mód az összetett igeidők mindegyikében ugyanígy megtalálható. Az aktívról passzívra történő váltás szemantikai hatása az esemény elszemélytelenítése. Szintén gyakran használt megoldás abban az esetben, mikor a tárgyat egy csoportba akarják besorolni, vagy amikor az alany vagy ismeretlen, vagy lényegtelen annak személye.
1. The plane was shot down. (A repülőgépet lelőtték.)
2. Dozens were killed. (Több tucatnyi ember meghalt.)
3. Bill was run over by a bus. (Billt elgázolta egy busz.)

Sok, az írás stílusával foglalkozó tanácsadó könyv, így az The Elements and Style is azt tanácsolja, hogy amennyire lehetséges, kerüljék a passzív mondatok alkalmazását. Többen nem értenek ezzel így egyet.
Az angolban van egy harmadik 'állapot', is a klasszikus "középső" állapot. Ennek használatakor a passzívhoz hasonlóan az alanyból lesz a tárgy, de az ige változatlanul aktív módban marad, nem szabad alanyt használni, és általában egy határozószó változtatja meg a teljes mondatot. Így:
1. She does not frighten easily. (Nem lehet könnyen megijeszteni.)
2. This bread slices poorly.(A kenyeret könnyű vágni.)
3. His novels sell well. (Regényei jól fogynak.)

### Mód
Az angolban vannak igei "módok" is. Minden felsorolásban szerepel a kijelentő mód a kötőmód, és normál esetben még a felszólító mód tartozik ide. Néhány ember ide sorolja a feltételes módot is, mint igei módot.

#### Kijelentő mód
A kijelentő mód a legalapvetőbb és legegyszerűbb igemód. Az igék túlnyomó többségét kijelentő módban használják, amelyet gyakran az ige normál alakjának is neveznek.
Példák a leggyakrabban használt igemódra:
- I think (Azt hiszem.)
- I thought (Azt hittem.)
- He was seen (Látták.)
- I am walking home. (Éppen haza megyek.)
- They are singing. (Ők most énekelnek.)
- He is not a dancer. (Ő nem táncos.)
- We are very happy. (Nagyon boldogok vagyunk.)

#### Kötőmód
A kötőmódot akkor használják, mikor feltételes állításokat közlünk, és gyakran lehet vele találkozni, a ha–akkor kijelentésekben is. Ezen kívül számos formális kifejezésben is használják. Gyakran használják jelen időben, a "were" segédigével és az ige –inges alakjával.
1. Were I eating, I would sit. (Ha ennék, ülnék.)
2. If they were eating, they would sit. (Ha ennének, ülnének.)
3. Truth be told… (Az igazat megmondva…)
4. If I were you… I would do that. (A helyedben azt tenném…)

Az igéknek a ragozása ebben a módban sokkal bonyolultabb, ha a mondatban több igeidő is szerepel, Azonban a hétköznapi angol beszédben ritkán használják a kötőmódot, és ha használják, akkor is csak feltételes módban, egyszerű jelen vagy egyszerű múlt időben. Egy megjegyzendő kivétel ez alól a kívánságok vagy parancsok kifejezése, amit vagy kétféleképpen jeleznek: Ha E/3-ról van szó, akkor eltűnik a kijelentő mód –s ragja, valamint nem használnak múlt időt. Például: "They insisted that he go to chapel every morning" azt jelenti, hogy ők kérték, hogy menjen templomba. Azonban: "They insisted that he went to chapel every morning" azt jelenti, hogy ismét kijelentik, hogy megerősítik, ő a múltban minden reggel templomba járt. Ennek a nyelvtani résznek a különbségét hívják "amerikai kötőmód"nak. Azonban másik oldalról nézve, a kívánságok és parancsok kifejezésére ugyanolyan gyakran használják a kötőmódot, mint más nyelvi lehetőségeket. Például: "They required him to go…"

#### Felszólító mód
A felszólító módot akkor használják, mikor parancsokat vagy instrukciókat adnak. Ezt mindenki mindig tekinti igemódnak. Ez az ige legegyszerűbb, ragozatlan alakját használja: "Listen! Sit! Eat!" (Hallgasd! Ülj! Egyél! Felszólító mód az angolban csak második személyben létezik, és az alanyt általában nem használják, mert ez már benn van a mondatban. Mikor a beszélő úgy ad parancsot, hogy közben valaki másra néz, akkor is második számban van a mondat. Azonban lehet ez egy retorikai állítás is.
1. Let me do the talking. (Hagyj beszélni!)
2. Let us build a bridge. (Építsünk hidat! – szó szerint: "hagyj minket hidat építeni" vagy "hadd építsünk hidat")
3. Give him an allowance. (Adj neki kedvezményt!)
4. Let sleeping dogs lie.

### Feltételes formák
Az igék feltételes formáját akkor használják, ha ha–akkor típusú állítást fogalmaznak meg, vagy feltételes módban, kötőmódban feltett kérdésre válaszolnak.
A feltételes formát lehet formának is tekinteni, de néha igemódnak, feltételes módnak tekintik.
A feltételes mondatot a could, would, should, may és might egyikének és az igetőnek a kombinációjával hozzák létre.
1. He could go to the store. (Elmehetne a boltba.)
2. You should be more careful. (Sokkal óvatosabbnak kéne lenned.)
3. I may try something else. (Talán kipróbálok valami mást.)
4. He might be heading north. (Talán észak felé tart.)

Érdemes megjegyezni, hogy számos beszélő számára a "may" és a "might" jelentése összeolvadt, és a "might" jelentését vette fel, amely azt jelenti, hogy az állítás bekövetkezése esetleges.
Két nagyobb feltételes igeidőt lehet megkülönböztetni az angolban:
I would think = jelen idejű feltétel (Azt hinném.)
I would have thought = befejezett feltétel (Azt hittem volna.)

### Kérdőmondat szórendje
A kérdő szórendet kérdés feltevésekor használjuk, akár benn van a válasz, akár nincs. Úgy képzik, hogy a kijelentő módban kicserélik a segédige és az alany sorrendjét, ahogy azt a következő példák is mutatják.
1. Are you going to the party? (Mész a partira?)
2. Is he supposed to do that? (Gondolta valaki, hogy ezt megteszi?)
3. How much do I owe you? (Mennyivel tartozom?)
4. Where is the parking lot? (Hol van a parkolóhely?)

Azonban mikor olyan az alanyra kérdeznek rá, akkor nem változik a szórend, és a kérdőszó a mondat elején, az alany helyén lesz, ahogy ezt a következő példákban lehet látni:
1. Who helped you with your homework? (Ki segített a házi feladatodban?)
2. What happened here? (Mi történt itt?)

A beszédben gyakran intonációval jelzik a váltást a kijelentő és a kérdő mondat között. vagy teljesen ki tudja fejezni a kérdőmódot. Továbbá úgy is lehet kérdő mondatot csinálni, hogy a kijelentő mondat állítmányát a segédige elé rakják, és ezt kicseréljük egy mutató vagy vonatkozó névmásra. A mondat végén a záró kérdőjel mutatja, hogy ez egy kérdező kifejezés. <?>.
Retorikai kérdést, (ugye kérdést) úgy készítenek egy mondatból, hogy a segédigét és az alanyt ebben a sorrendben megismétlik a mondat végén. Például "You would not really do that, would you?" (Nem igazán akarod megtenni, ugye?)

#### Rendhagyó igék
Rendhagyó igék listája jelentés nélkül
Bár sok angol ige az ennek a résznek az elején bemutatott szabályt követi, néhány ige nem. Ezen igéknek két fajtája van:
1. Erős igék (a "átlátható rendhagyó igék")
2. Valódi rendhagyó igék.

Az "átlátható rendhagyó igék"nek azokat az igéket hívják, melyeket Jacob Grimm erős igéknek nevezett. Ennek az elnevezésnek az az indoka, hogy bár első ránézésre rendhagyónak tűnnek, de valójában egy közös szabályt használnak. Ez a protogermán ablaut rendszerből maradt fenn, mely az indo-európai nyelvekben használt ragozás egyik formája. Ezt általában mutatja a nem szokványos egyszerű múlt idejű alak is:
I swim ~ I swam ~ I have swum –úszik
I sing ~ I sang ~ I have sung –énekel
I steal ~ I stole ~ I have stolen – lop
Ennek a csoportnak egy másik alcsoportja a középangolig nyúlik vissza. Néhány ige, leginkább azok, melyeknek szótöve mássalhangzóra végződik, (/t/, /d/, vagy /s/), és ikermássalhangzóra, vagy olyan mássalhangzófürtre végződik, melynek végén –d van. A középangolban a mássalhangzófürt előtt lévő magánhangzó gyakran megrövidült. Ebben az időben alakultak ki a most bemutatandó példák is.
I meet ~ I met ~ I have met
I lead ~ I led ~ I have led
I read ~ I read ~ I have read
I lose ~ I lost ~ I have lost
I keep ~ I kept ~ I have kept
A valódi rendhagyó igéknek olyan alakjuk van, mely nem található ki előre a fenti szabályok segítségével. Ezek közül az igék közül az angolban a "to be." (lenni). Egy sablon látható az alábbi táblázatban. A többi alak ezek segítségével már kitalálható:
| Tense               | 1st sg.    | 2nd sg.       | 3rd sg.            | 1st pl.      | 2nd pl.       | 3rd pl.        |
| ------------------- | ---------- | ------------- | ------------------ | ------------ | ------------- | -------------- |
| Simple present      | I am       | You are       | He/she/it is       | We are       | You are       | They are       |
| Simple past         | I was      | You were      | He/she/it was      | We were      | You were      | They were      |
| Present progressive | I am being | You are being | He/she/it is being | We are being | You are being | They are being |

A rendhagyó igék közé tartozik az eat (eszik), a sit (ül), a lend (kölcsönöz), a  keep (tart) és még sok másik. Néhány szabály a megváltozó igetőből, vagy olyan igetövekből indul ki, melyeknek megváltozott a jelentése. Mások a régi amlautos rendszerből maradtak. Néhány eredete ismeretlen, és még az indo-európai nyelvet megelőző időkből származhat.

## Melléknevek és határozószók
A melléknevek a főnevek, míg a határozószók az igék melléknevek és egyéb határozószók jellemzésére szolgálnak. Nem minden nyelv tesz a két csoport között különbséget, de az angol mind nyelvtanilag, mind szóalakilag megteszi ezt. Nyelvtanilag a melléknevek megelőzik a jellemzett főnevet, míg a határozószók állhatnak a jelzett szó előtt és mögött is. Utóbbi tulajdonság a konkrét határozószótól függ. (Azonban kis számú kivétel itt is akad.) Az angol képes a melléknevekből határozószót alkotni, mégpedig úgy, hogy hozzáfűzi a <-ly> képzőt.
Alkalmanként az emberek olyan igéknél is határozószót használnak, ahol melléknevet kéne.
1. "I feel badly" (Nagyon rosszul érzek.) – a beszélőnek nagyon nem kifinomult a tapintása.  (mint az: "I hear badly")
2. "I feel bad" (Rosszul érzem magam.) – a beszélő beteg vagy gyengélkedik. (mint az: "I feel happy")

Természetesen az utóbbi az, amit a legtöbb ember közölni akar. Nem világos, hogy a példa a határozószó/melléknév, vagy a "feel" kopulaként való használatát példázza. Ez azért van, mert a "feel"-t gyakran használják a "be"-éhez nagyon hasonló jelentéssel. "I feel sick" ugyanazt jelenti, mint az "I am sick" (Beteg vagyok.) és az "I feel sickly"-t használják, mely igen furcsán hat egy anyanyelvi beszélő fülében. Erre egy jobb példa lehet a következő: "I drive decent", az "I drive decently" vagy "I drive well." (Én jól vezetek.) jelentéssel.
Hasonló gondok adódhatnak a good, well (mnév.), és well (hat.szó) használatakor is.
1. "I feel good" – Jó a hangulatom.
2. "I feel well (adj.)" – Jó egészségi állapotban vagyok. (bár ehelyett a mindennapi használatban gyakran mondják azt, hogy "I feel good", de ez a mindennapi beszédben kevés félreértést okoz.)
3. "I did well (adv.)" – sikeres

Vannak más módjai is a szófaj megváltoztatásának. Főneveket könnyű igeként használni, csupán a mondatban a megfelelő helyre kell tenni, és az alapvető szabályok szerint a mondat értelméhez kell alakítani. Főneveket könnyű átalakítani másfajta főnevekké is, (<-er>, <-ist>), határozószókká, (<-ness>) és melléknevekké (<-ish>, például "bullish"). Igéből melléknevet az <-ing> képzővel; ("dancing school" (tánciskola)), határozószót a <-ly>, és néha főnevet az <-er> képzővel ("dancer" (táncos), "listener" (hallgató).
Ezek a folyamatok nagyobb rugalmasságot biztosítanak az angol nyelvnek a szóválasztás szempontjából, könnyebb bővíteni a szókincset,  és becsempész a nyelvbe olyan jelentésárnyalatokat, melyek az analitikus nyelvműveléssel nem jöhettek volna létre.

## Egyéb témák

### Szleng
Az "ain't" és az ehhez hasonló szavak használatát néhány ember elfogadja, de nem mindenki.   A különbséget a leíró nyelvtan nyelvjárási elemnek tekinti vagy  besorolja a regiszter valamelyik kategóriájába.  Sok nyelvi alkotás, mely az egyik helyen elfogadott, azt más területeken helytelennek tekintik. Ilyen például az amerikai afrikai angol és a standard angol viszonya.

## További olvasmányok
- The Grammar Book: An ESL/EFL Teacher's Course, Second Edition by Marianne Celce-Murcia and Diane Larsen-Freeman ISBN 0838447252
- Halliday MAK (2004) Introduction to functional grammar, Third Edition, London, Hodder Arnold
- Halliday MAK (1985/94) Spoken and written language, Deakin University Press, 1985